# Stadion Nelson Mandela Bay
Nelson Mandela Bay je stadion u Port Elizabethu, gradu u Južnoafričkoj Republici. Otvoren je 7. lipnja 2009. Kapaciteta je 48 000 sjedećih mjesta. Zapravo je izgrađen za potrebe Svjetskoga nogometnoga prvenstva koje se 2010. igra u Južnoafričkoj Republici.